# Dalbergstorpets naturreservat
Dalbergstorpets naturreservat är ett naturreservat i Bräcke kommun i Jämtlands län.
Området är naturskyddat sedan 2018 och är 117 hektar stort. Reservatet ligger söder om Gimån  och består av sumpskog och gran och tallskog. 